# Монхоциці-Капітульні
Монхоциці-Капітульні (пол. Mąchocice Kapitulne) — село в Польщі, у гміні Маслув Келецького повіту Свентокшиського воєводства.
Населення — 1324 особи (2011).
У 1975-1998 роках село належало до Келецького воєводства.

## Демографія
Демографічна структура на день 31 березня 2011 року:
|          | Загалом | Допрацездатний вік | Працездатний вік | Постпрацездатний вік |
| -------- | ------- | ------------------ | ---------------- | -------------------- |
| Чоловіки | 662     | 158                | 455              | 49                   |
| Жінки    | 662     | 151                | 399              | 112                  |
| Разом    | 1324    | 309                | 854              | 161                  |